# CTT Correios de Portugal
CTT Correios de Portugal (officiële naam: CTT Correios de Portugal, S.A.) is het nationale postbedrijf van Portugal.
De afkorting CTT is afkomstig van de voormalige naam van het bedrijf (Portugees: Correios, Telégrafos e Telefones, wat betekent "Post, Telegraaf en Telefoon"), die ook afstamt van de postdiensten van de voormalige Portugese koloniën en nog steeds voor de Macau Postal Service verantwoordelijk is.
CTT werd in 1991 omgevormd tot een naamloze vennootschap met de Portugese staat als enige aandeelhouder, in december 2013 werden de aandelen genoteerd op Euronext Lissabon.
In 2007 is CTT begonnen met het aanbieden van een mobiele telefoon dienst in Portugal, onder de merknaam Phone-ix.